# 蒂阿科
蒂阿科（Tiakur）是印度尼西亚马鲁古省的一个城镇，是西南马鲁古县的县治所在，位于勒蒂群岛最大岛莫阿岛西部。2010年统计，蒂阿科所属的Moa Lakor区共有9,138人。乔斯·奥诺·因苏拉机场位于莫阿岛的中北部，有飞往望加锡、肯达里等地的航班。

## 资料来源
1. ↑  Biro Pusat Statistik, Jakarta, 2011.